# جو دیکسن
جو دیکسن (انگلیسی: Joe Dixon؛ زادهٔ ۱۰ اکتبر ۱۹۶۵) بازیگر جامائیکایی‌تبار اهل بریتانیا است.

از فیلم‌ها یا برنامه‌های تلویزیونی که وی در آن نقش داشته است می‌توان به هر طور شما دوست دارید، نور سرد روز و بازگشت مومیایی اشاره کرد.